# Кабарги
Кабаргите (Moschus) са род Чифтокопитни от семейство Кабаргови (Moschidae), които по-рано били включвани като подсемейство в семейство Еленови. Имат размерите и вида на сърна с извит гръб и по-силни задни крака, като задницата е по-високо поставена от раменете и бягат правейки големи скокове. Нямат рога, но са въоръжени с дълги, извити горни кучешки зъби, които при мъжките стърчат надолу от устата. Наричат се още Мускусни елени заради мускусна жлеза при слабините у мъжките с чиято миризма привличат женски. Тази жлеза съдържа около 30 – 40 грама мускус, който се цени високо в парфюмерийната промишленост. Срещат се в планините на Средна Азия.

## Видове
Семейство Кабаргови (Moschidae) е представено от един съвременен род Moschus и следните видове:
- Сибирска кабарга (на латински: Moschus moschiferus)
- Горска кабарга (на латински: Moschus berezovskii), китайска кабарга
- Анхуйска кабарга (на латински: Moschus anhuiensis)
- Черна кабарга (на латински: Moschus fuscus)
- Хималайска кабарга (на латински: Moschus chrysogaster), високопланинска кабарга
- Кашмирска кабарга (на латински: Moschus cupreus)
- Белокоремна кабарга (на латински: Moschus leucogaster)

## Продозащитен статус
Всички кабарги са вписани в Червения списък на световнозатрашените видове на IUCN като потенциално застрашени, с изключение на Сибирската кабарга, която е уязвим вид.